# Papuaistus schultzei
Papuaistus schultzei är en insektsart som beskrevs av Griffini 1911. Papuaistus schultzei ingår i släktet Papuaistus och familjen Anostostomatidae. Inga underarter finns listade i Catalogue of Life.